# Lumpkin (Georgia)
Lumpkin – miasto w Stanach Zjednoczonych, w stanie Georgia, siedziba administracyjna hrabstwa Stewart.